# Leslie Brooke
Leslie Brooke, britanski dirkač Formule 1, * 12. september 1910, † 9. november 1967.
Leslie Brooke je prvič nastopil na dirkah za Veliko nagrado v sezoni 1939, ko je na dirki Nuffield Trophy odstopil. Že na prvi dirki po drugi svetovni vojni za Veliko nagrado Frontieresa v 1946 je z dirkalnikom ERA B v tovarniškem moštvu ERA Ltd. dosegel svoj uspeh kariere z zmago. Tri tedne kasneje je na dirki za Veliko nagrado Albija, ki je potekala v močnejši konkurence dirkačev, osvojil peto mesto, zmagal pa je legendarni Tazio Nuvolari, enak rezultat pa mu je uspel tudi na dirki za Veliko nagrado Penya Rhina. Kot najboljši rezultat v sezoni 1947 je dosegel četrto mesto na dirki British Empire Trophy, na isti dirki pa je v naslednji sezoni 1948 dosegel še tretje mesto. V sezoni 1950 je nastopil na dveh neprvenstvenih dirkah Formule 1, Velika nagrada Sanrema in BRDC International Trophy, toda na obeh je odstopil. 